# Brady Tkachuk
Brady Tkachuk (Scottsdale, Arizona, 16 de septiembre de 1999) apodado Chucky, es un jugador profesional estadounidense de hockey sobre hielo que se desempeña en la posición de extremo izquierdo en Ottawa Senators, equipo de la National Hockey League (NHL).

## Carrera
Fue seleccionado en la primera ronda en la NHL Entry Draft de 2018. Hizo su debut profesional con el equipo Ottawa Senators, donde lleva jugando seis temporadas.